# 1995 en Alberta
Chronologie de l'Alberta
- 1991
- 1992
- 1993
- 1994
- 1995
- 1996
- 1997
- 1998
- 1999

Cette page concerne des événements qui se sont produits durant l'année 1995 dans la province canadienne de l'Alberta.

## Politique
- Premier ministre :   Ralph Klein du parti Progressiste-conservateur
- Chef de l'Opposition : Grant Mitchell
- Lieutenant-gouverneur :  Gordon Towers (en)
- Législature :

## Événements
- L'Université Mount Royal lance le Bachelor de Commerce Appliqué et Entrepreneuriat.

## Naissances
- 20 janvier : Josephine Wu, née à Edmonton, joueuse de badminton canadienne.
- 9 mars : Tesho Akindele, né à Calgary, joueur international canadien de soccer. Il joue au poste d'attaquant à Orlando City SC en Major League Soccer.
- 23 mars : Jan Lisiecki ([ jɑːn ˌlɪ'ʃɜtskɪ], né à Calgary, pianiste classique.
- 28 mars : Joshua Morrissey, dit Josh Morrissey, (né à Calgary), joueur professionnel canadien de hockey sur glace. Il évolue au poste de défenseur[1].
- 29 mars : Brandon Baddock, né à Vermilion, dans la province de l'Alberta au Canada), joueur professionnel canadien de hockey sur glace. Il évolue au poste de centre[2].
- 7 avril : Thomas Dang, né à Edmonton, homme politique canadien, membre du Nouveau Parti démocratique de l'Alberta.
- 18 septembre : Yuri Kisil, né à Calgary, nageur canadien, spécialiste de nage libre.
- 1 novembre : Taylor Henrich, sauteuse à ski et coureuse du combiné nordique canadienne, née à Calgary.
- 10 novembre : Reid McClure, né à Calgary, coureur cycliste canadien, membre de l'équipe Novo Nordisk Development.